# Burggraben und Park von Schloss Nörvenich

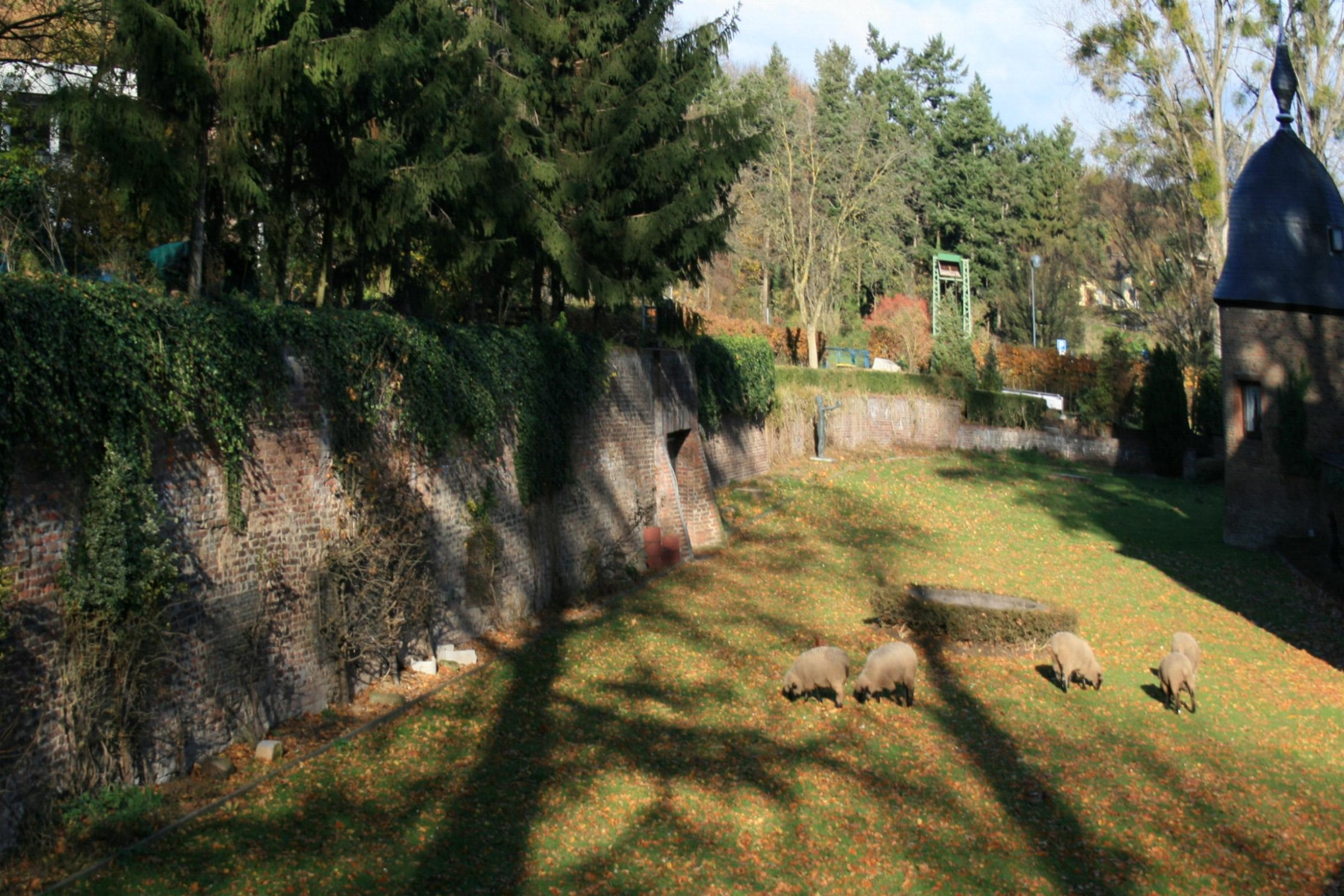
Der westliche Burggraben von Schloss Nörvenich

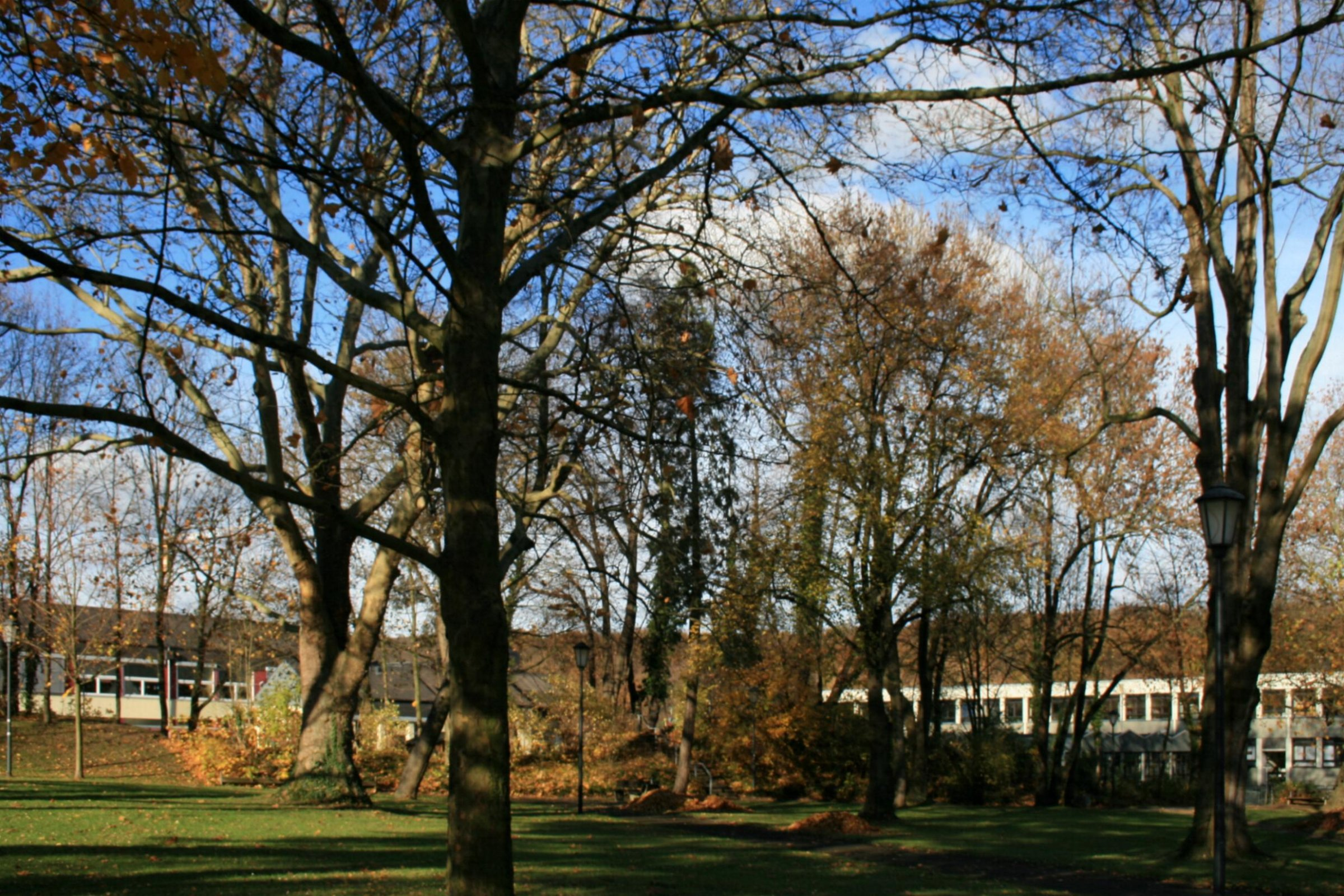
Der Burgpark in Nörvenich

Der Burggraben und Park von Schloss Nörvenich befindet sich in der Ortsmitte von Nörvenich im Kreis Düren, Nordrhein-Westfalen in der Bahnhofstraße.
Der westliche Burggraben wurde im 18. Jahrhundert mit Mauerwerk einfasst. Bis 1903/04 war die Mauer Bestandteil der Wasserumwehrung.
Die ehemalige Parkanlage, der Burgpark, hat auf der Westseite einen Wall, der im Volksmund Kockelsberg genannt wird. Dieser trennt das Schulzentrum vom Park. Die Anlagen sind in Raumaufteilung und Bausubstanz ungewöhnlich gut erhalten.
Die Anlage wurde am 22. April 1985 in die Denkmalliste der Gemeinde Nörvenich unter Nr. 79 eingetragen.

## Verkehrsverbindung
Die historische Parkanlage um das Schloss ist über Autobahnen und Bundesstraßen zu erreichen. Im öffentlichen Verkehr führt eine direkte Busverbindung des Rurtalbus von Düren bis unmittelbar an das Baudenkmal mit der Haltestelle Schlosspark im Ortszentrum.
| Linie | Verlauf |
| ----- | --- |
| 208   | Düren Kaiserplatz – Distelrath – (Merzenich Rathaus –) Schöne Aussicht – Girbelsrath – Eschweiler über Feld – Nörvenich Alter Bf – Nörvenich Hommelsh. Weg – Hochkirchen – (Irresheim –) Eggersheim – Lüxheim – Gladbach – Müddersheim – Disternich – Sievernich – Bessenich – Zülpich Frankengraben – Adenauerpl./Schulzentr. |
| 212   | Nörvenich Alter Bf – Nörvenich Schlosspark – Oberbolheim – Rath – Wissersheim – Pingsheim – Herrig – Lechenich |
| N2    | Nachtbus: nur in den Nächten Fr/Sa und Sa/So Düren Bf/ZOB → Kaiserplatz → Merzenich → Nörvenich → Vettweiß → Stockheim → Binsfeld |
| SB8   | Schnellbus: Düren Bf/ZOB – StadtCenter – Düren Kaiserplatz – Distelrath – Golzheim – Eschweiler über Feld – Nörvenich Alter Bf – Nörvenich Hommelsh. Weg |
| SB15  | Schnellbus: Froitzheim – Vettweiß – Gladbach – Lüxheim – Eggersheim – Hochkirchen – Nörvenich Hommelsh. Weg – Nörvenich Alter Bf – Eschweiler über Feld – Golzheim – Buir |

## Geschichte und Entwicklung
Die heutigen Grünanlagen haben eine lange historische Vergangenheit. Die Besiedlung der Region Nörvenich geht in die Römerzeit zurück mit Gründung der Stadt Köln und anderer Siedlungen im damaligen römischen Machtbereich. Eine bürgernahe Nutzung der Park- und Burggrabenanlage begann erst ab der Mitte des 20. Jahrhunderts. Bei Ende des Zweiten Weltkriegs 1945 war der Wehrgraben noch mit Wasser gefüllt. Bei der späteren Trockenlegung wurden Munition, Panzerfäuste und andere Waffen aus dem sumpfigen Graben gefischt, die auf der Flucht vor den Invasionstruppen weggeworfen wurden.
Die Verstorbenen aus dem Not-Lazarett der deutschen Wehrmacht in der Burg wurden ortsnah begraben, nämlich etwa dort, wo heute die Grundschule steht. Das Hauptkreuz (aus Birkenstämmen) stand Richtung Nord-Westen.
204 Umbettungen wurden durch die Firma Karl Klaus aus Wesel nach dem Krieg vorgenommen. Die Toten kamen auf die Ehrenfriedhöfe nach Hürtgen und Rurberg. Die Umbettungen wurden im September 1950 abgeschlossen.

## Öffentliche und kulturelle Nutzung

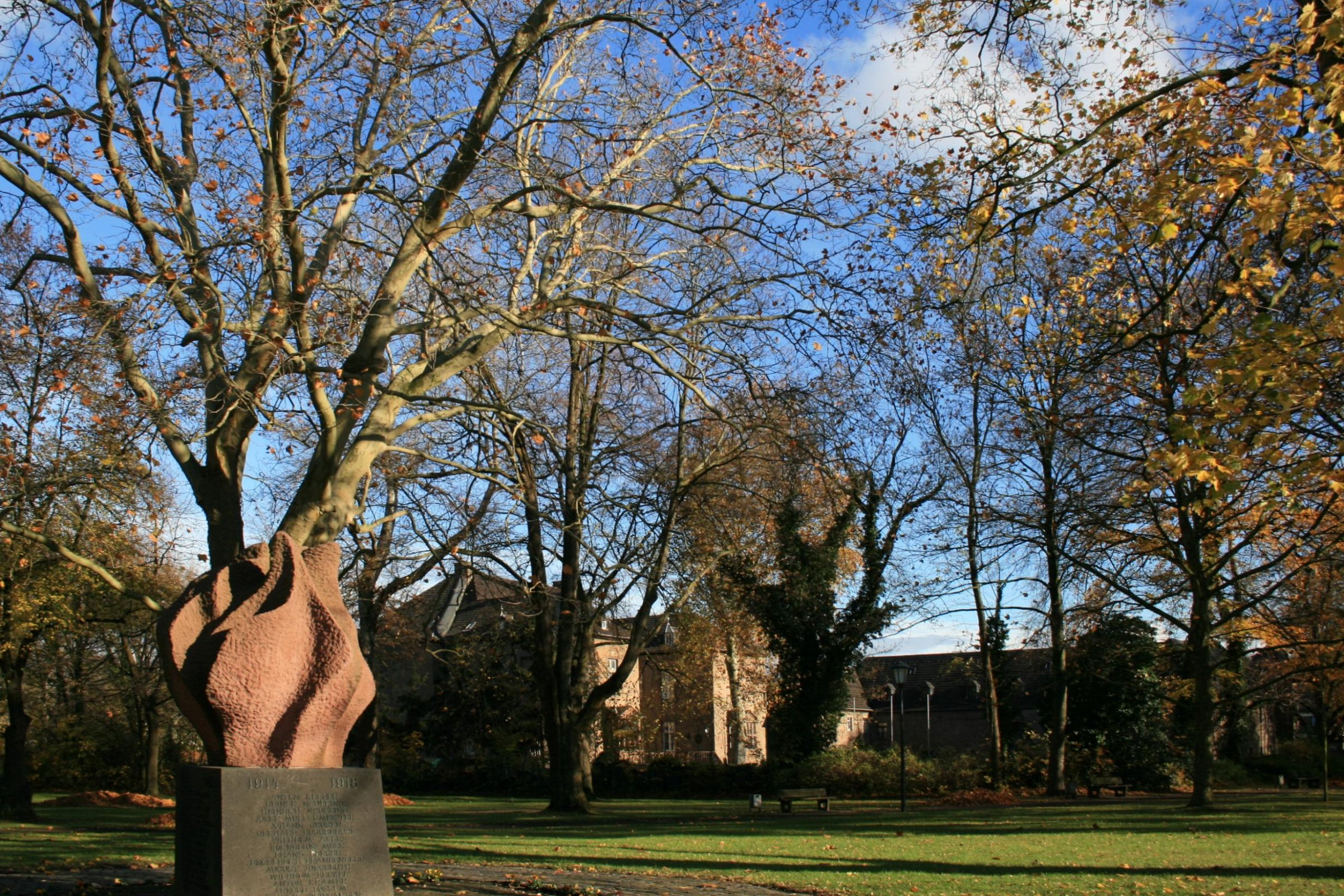
Das Kriegerdenkmal im Burgpark

Durch Übernahme von Grünflächen der historischen Schlossanlage hat die Gemeinde Nörvenich die Voraussetzung für ein bürgerfreundliches Ortszentrum geschaffen mit Kinderspielplätzen und Erholungsbereich. Mittelpunkt des Gemeindeparks ist seit Jahrzehnten ein Kriegerdenkmal, das der seinerzeit in Nörvenich wohnende Bildhauer Ulrich Rückriem in Form einer Flamme aus Rotsandstein geschlagen hatte.
Ab 1980 hat die Schloss-Familie Marie-Louise und J.F. Bodenstein den Burggraben für Freilichtausstellungen gestaltet. Nach frühen Installationen des Bildhauers Rückriem werden in wechselnder Folge klassische und moderne Kunst von überregionalem Interesse präsentiert. Zu den Themenausstellungen gehörten „Im Garten der Götter“ mit Werken von Arno Breker sowie „Der weibliche Akt!“ mit Exponaten westeuropäischer Künstler. Seit 2013 sind in der Freilicht-Ausstellung plastische Werke von Kurt Arentz, Peter Hohberger, Arno Breker, Auguste Rodin, Renate Stendar-Feuerbaum, Karolin Donst, Siegfried W. Lunau, Günter Thelen, Detlef Krebs, Irenee Duriez (Belgien) u. a. Diese Open Air Ausstellung des Kulturzentrums wird ergänzt durch Innenraum-Exponate der übrigen Kultureinrichtungen mit Arbeiten von Andy Warhol, Rainer Arke, Salvador Dalí, John Marcó, Ernst Fuchs, Birgit Sewekow, Lajos Tar, Maria Geroldine Dörpinghaus (SND), Elke Seimetz und weiteren zeitgenössischen Kunstschaffenden.

## Mahnmal Nörvenich

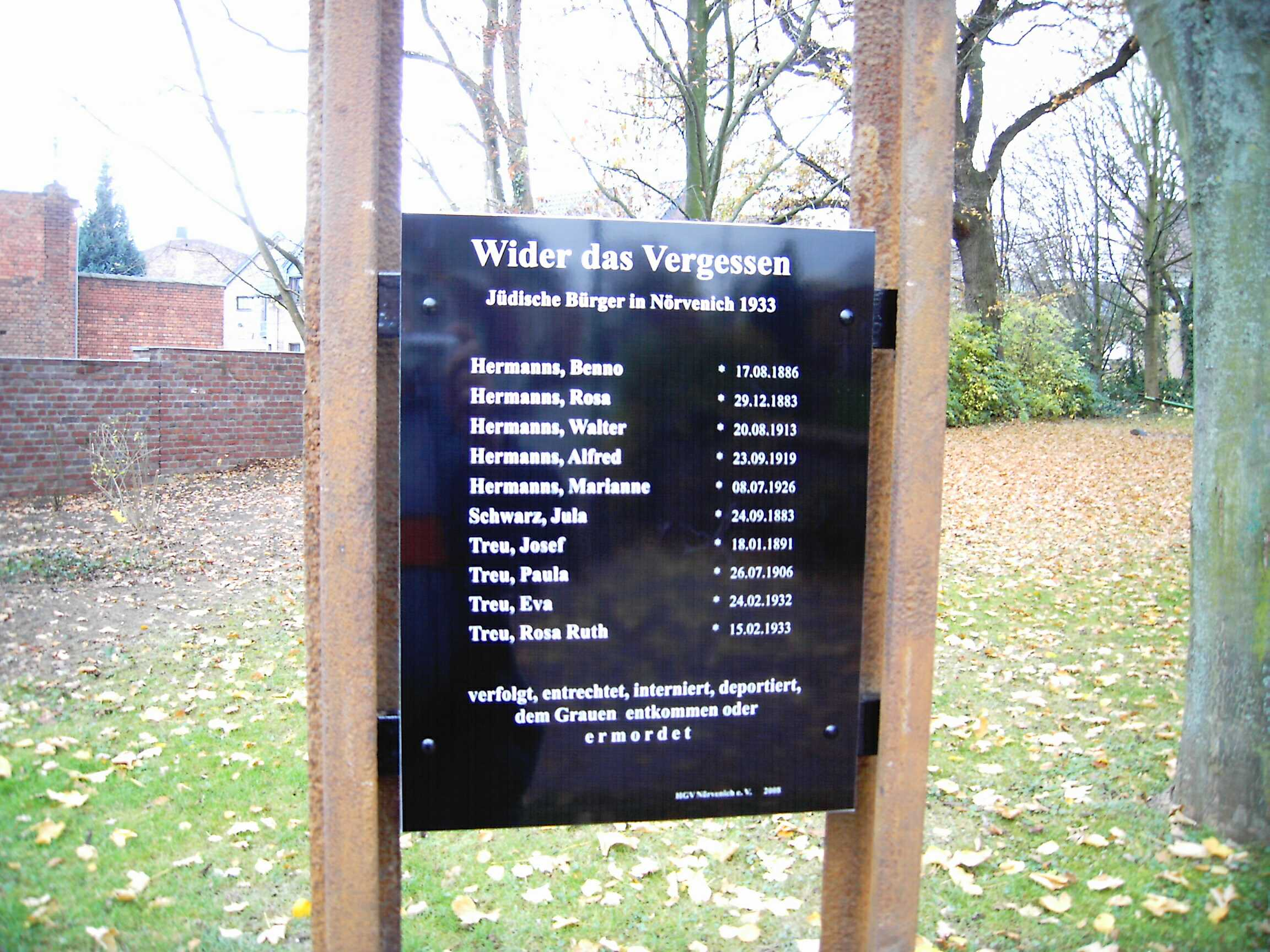
Das Mahnmal am ersten Standort

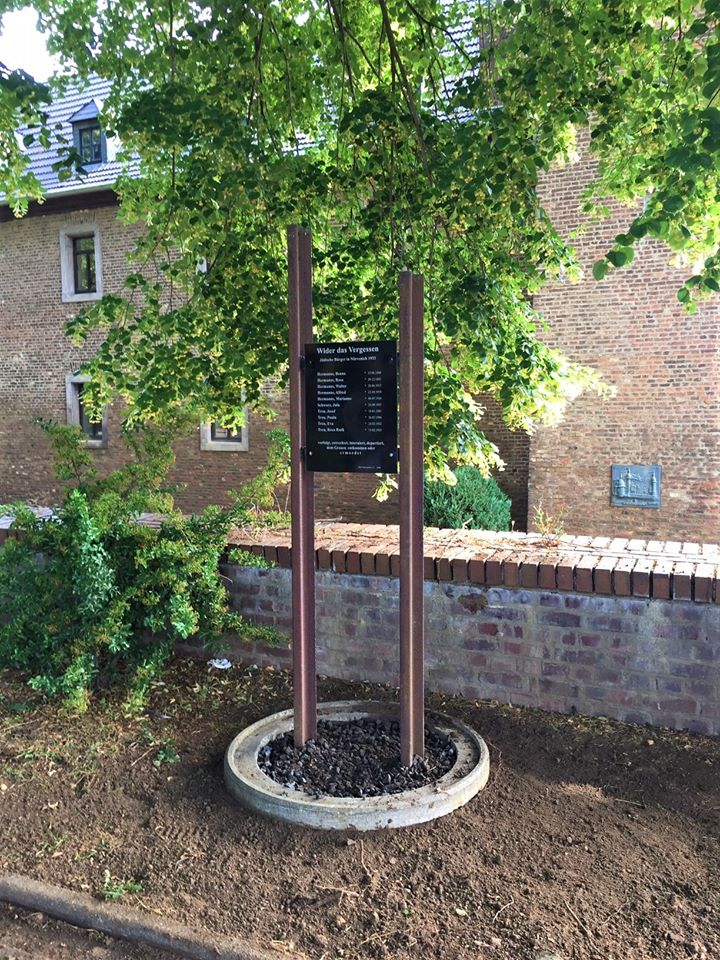
Das Mahnmal am neuen Standort am Schloss Nörvenich

Das Mahnmal Nörvenich steht im Burgpark. In der Gemeinde Nörvenich gab es nur zwei Orte, in denen Juden wohnten, nämlich im Zentralort selbst und in Hochkirchen. Die nächstgelegene Synagoge war in Lüxheim (siehe Synagoge Lüxheim), wo noch ein jüdischer Friedhof existiert. Die Familien Schwarz/Treu und Hermanns wurden bis 1942 alle deportiert, und zwar zuerst in die Dürener Sammelunterkünfte und von da aus in die Konzentrationslager. Am Kriegerdenkmal im Burgpark befindet sich seit 1983 eine Tafel in hebräischer Schrift zum Gedenken an die getöteten Juden.
Der Heimat- und Geschichtsverein der Gemeinde Nörvenich e. V. hatte am 16. November 2008 in einer Veranstaltung in Schloss Nörvenich eines jüdischen Mädchens namens Marianne Hermanns gedacht. Anschließend wurde im Burgpark ein vom Heimat- und Geschichtsverein gestaltetes Mahnmal eingeweiht. In eine schwarze Metalltafel sind die Namen der jüdischen Mitbürger und Mitbürgerinnen ausgebrannt. Diese Tafel hängt zwischen zwei Eisenbahnschienen, die den Transport mit der Bahn in die Lager symbolisiert. Der Standort des Mahnmals ist symbolträchtig gewählt, denn gegenüber dem Mahnmal unter der Adresse Burgstraße 14 stand früher das Wohn- und Geschäftshaus der Familie Hermanns.
Das Mahnmal wurde am 17. Juni 2020 wegen des Straßenausbaus der Burgstraße an die Umfassungsmauer des Burggrabens versetzt.